# Lejeunea constricta
Lejeunea constricta là một loài Rêu trong họ Lejeuneaceae. Loài này được (Grolle) R.M. Schust. mô tả khoa học đầu tiên năm 1980.